# Albert Venn
Albert H. Venn (24. september 1867 - 6. august 1908) var en amerikansk lacrosse-spiller som deltog OL 1904 i St. Louis.
Venn vandt en sølvmedalje i lacrosse under OL 1904 i St. Louis. Han var med på det amerikanske lacrossehold St. Louis Amateur Athletic Association som kom på en andenplads i konkurrencen i lacrosse.